# Taekwondo nos Jogos Olímpicos de Verão da Juventude de 2014 - -55 kg femininos
As provas de Taekwondo -55 kg femininos nos Jogos Olímpicos de Verão da Juventude de 2014 decorreram a 19 de Agosto no Centro Internacional de Exposições de Nanquim em Nanquim, China. Ivana Babic da Croácia conquistou o Ouro, Fatma Soridogan da Turquia ganhou a Prata e o Bronze foi repartido entre a russa Tatiana Kudashova e a belga Laura Roebben.

## Medalhistas
| Ouro   | CRO Ivana Babic                         |
| Prata  | TUR Fatma Saridogan                     |
| Bronze | RUS Tatiana Kudashova BEL Laura Roebben |

## Resultados das finais
Nota: Os semi-finalistas derrotados ganham ambos o Bronze.
|  | Semifinal             | Semifinal       |   |  | Final               | Final |  |
|  |                       |                 |   |  |                     |       |  |
|  |                       |                 |   |  |                     |       |  |
|  | RUS Tatiana Kudashova | 8               |   |  |                     |       |  |
|  | TUR Fatma Saridogan   | 10              |   |  |                     |       |  |
|  |                       |                 |   |  |                     |       |  |
|  |                       |                 |   |  |                     |       |  |
|  |                       |                 |   |  | TUR Fatma Saridogan | 0     |  |
|  |                       | CRO Ivana Babic | 1 |  |                     |       |  |
|  |                       |                 |   |  |                     |       |  |
|  |                       |                 |   |  |                     |       |  |
|  |                       |                 |   |  |                     |       |  |
|  |                       |                 |   |  |                     |       |  |
|  | BEL Laura Roebben     | 4               |   |  |                     |       |  |
|  | CRO Ivana Babic       | 13              |   |  |                     |       |  |